# Paul Häfliger

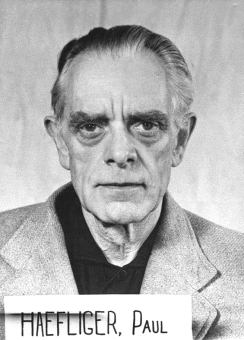
Häfliger während der Nürnberger Prozesse

Paul Friedrich Häfliger (* 19. November 1886 in Steffisburg, Kanton Bern; † 15. November 1950 in Mühlheim am Main) war im Vorstand der I.G. Farben und verurteilter Kriegsverbrecher.

## Leben
Nach dem Schulbesuch in Bern absolvierte Häfliger, Sohn des chilenischen Generalkonsuls Johann Friedrich Häfliger, 1903–1905 die École de commerce supérieure in Neuchâtel. Nachdem er bei mehreren Unternehmen im kaufmännischen Bereich tätig gewesen war, wurde er Verkaufskorrespondent bei dem Chemieunternehmen Griesheim-Elektron und erreichte dort 1924 die Position eines stellvertretenden Werksleiters in Griesheim. Während des Ersten Weltkrieges leitete er ab 1915 die Kriegssäure-Kommission in Berlin.
Nachdem sich die Chemische Fabrik Griesheim-Elektron 1925 der I.G. Farbenindustrie AG angeschlossen hatte, übernahm er die Verkaufsleitung für Schwerchemikalien. Ab 1926 war er stellvertretendes Vorstandsmitglied und ab 1938 ordentliches Vorstandsmitglied der I.G.-Farben und gehörte dort dem Kaufmännischen und Chemischen Ausschusses an. Gleichzeitig wurde er vom schweizerischen Bundesrat am 1. Februar 1934 zum Honorarkonsul in Frankfurt ernannt. Am 30. April 1938 reichte Häfliger seine Démission ein.
Häfliger, seit 1928 verheiratet mit Ria Jende und Vater dreier Kinder, wurde 1941 deutscher Staatsbürger. Das Kriegsverdienstkreuz (1939) I. Klasse wurde ihm 1942 verliehen. Nach Kriegsende 1945 und 1947 von der United States Army festgenommen, wurde Häfliger während der Nürnberger Prozesse im I.G.-Farben-Prozess mit 22 weiteren Beschuldigten angeklagt. Am 30. Juli 1948 erfolgte seine Verurteilung zu zwei Jahren Haft wegen „Plünderung und Raub“ in Norwegen. In der Urteilsbegründung wurde folgendes zur Verurteilung Häfligers angeführt:
„Häfliger war […] an den Plänen zur Spoliation [Ausplünderung] von Norwegen in strafbarer Weise beteiligt […] Wir sind bedenkenfrei davon überzeugt, daß Häfliger auf Grund seiner umfangreichen Tätigkeit in dieser ganzen Angelegenheit gewußt hat, daß die Norsk-Hydro gegen den Willen und ohne die Zustimmung der Eigentümer gezwungen wurde, sich an diesem Projekt zu beteiligen, das die Benutzung ihrer Fabriken zugunsten der feindlichen Rüstung während einer militärischen Besetzung vorsah.“